# 公立学校共済組合中国中央病院
公立学校共済組合中国中央病院（こうりつがっこうきょうさいくみあいちゅうごくちゅうおうびょういん）は、広島県福山市御幸町上岩成148-13にある病院である。公立学校共済組合が運営する。公立学校共済組合の組合員とその家族の為の福祉施設であるが、市民病院の役割もしている。

## 概要
- ベッド数は277床。うち一般が261床、結核用が6床、人間ドック用が10床。
- 施設：本館棟、別棟（延べ床面積：約2万m2）

## 診察科
- 内科
- 外科
- 整形外科
- 産婦人科
- 小児科
- 皮膚科
- 眼科
- 耳鼻咽喉科
- 放射線科
- 麻酔科
- 歯科口腔外科

## 歴史
- 1961年（昭和36年）7月：福山市西深津に公立学校共済組合の組合員とその家族の結核対策を中心とする目的で開院（現在の中国バス『蔀山』停留所付近。同停留所は病院の移転まで『共済病院前』と称していた）。
- 1979年（昭和54年）4月：総合病院となる。
- 2004年（平成16年）12月：現在位置に移転。

## 交通機関
- JR山陽本線・山陽新幹線福山駅より約10km（自動車で約20分）
- JR福塩線万能倉駅よりタクシーで約5分（徒歩で約20分）
- 山陽自動車道福山東ICから約7km（自動車で約15分）
- 福山駅前バスのりばから中国バス・井笠バス.C中国中央病院行きまたは経由で約30分。中国中央病院（井笠バス.Cは終点）下車(420円)
- 広島からリードライナーで平成大学行きで1時間50分。中国中央病院下車

## 一般施設
- 本館棟
  - 自動販売機
  - 売店
  - バスのりば
  - タクシーのりば
- 別棟
  - レストラン
  - 理美容・エステ

## バス停留所
本館玄関前に中国バス・井笠バスカンパニー・北振バスのバス停留所があり、福山市北部のゾーンバスの乗り換え拠点となっている。
- 高速バス
  - なし（以前はリードライナーが乗り入れていたが、2010年8月末で乗り入れを廃止し、至近にある中国バス平成車庫発着となった）
- 基幹バス
  - 横尾・奈良津経由福山駅前方面（中国バス）
  - グラン前・広尾・千間土手東経由福山駅前方面（井笠バスカンパニー）
  - 油木・東城駅前方面（中国バス）
  - 芦原・粟根方面（中国バス）
  - （近田循環）駅家町・近田東方面（中国バス）
  - 駅家町・府中駅前・目崎車庫・尾道市方面（中国バス）
- 支線バス
  - フジグラン前方面（中国バス）
  - フジグラン前・芦原・粟根・山野下市方面（北振バス）
  - 駅家団地・服部方面（中国バス）
  - 芦田・柞磨方面（中国バス）

## 周辺
- 福山平成大学
- 広島県立ふくやま産業交流館（ビッグ・ローズ）
- 中国バス福山営業所平成車庫（高速バス乗り場）